# Fletxa Brabançona 2019
La Fletxa Brabançona 2019 va ser la 59a edició de la Fletxa Brabançona. Es disputà el 17 d'abril de 2019 sobre un recorregut de 196,2 km amb sortida a Lovaina i arribada a Overijse. La cursa formava part de l'UCI Europa Tour amb una categoria 1.HC.
El vencedor final fou el neerlandès Mathieu van der Poel (Corendon-Circus), que s'imposà a l'esprint en un petit grup de quatre corredors que arribà destacat a la línia d'arribada. Julian Alaphilippe i Tim Wellens completaren el podi.

## Equips
L'organització convidà a 21 equips a prendre part en aquesta edició de la Fletxa Brabançona.
| WorldTeams (8)- Lotto Soudal - Bahrain-Merida - Deceuninck-Quick Step - EF Education First - Mitchelton-Scott - Dimension Data - Team Sunweb - UAE Team Emirates Equips continentals professionals (13)- Cofidis, Solutions Crédits - Corendon-Circus - Total Direct Énergie - Israel Cycling Academy - Neri Sottoli-Selle Italia-KTM - Riwal Readynez - Roompot-Charles - Sport Vlaanderen-Baloise - Arkéa-Samsic - Vital Concept-B&B Hotels - Team Novo Nordisk - Wallonie Bruxelles - Wanty-Groupe Gobert |
| |

## Classificació final
| \| Classificació general \| Classificació general \| Classificació general \| Classificació general \| Classificació general \| \| Corredor \| Corredor \| Equip \| Temps \| \| \| --------------------- \| --------------------- \| --------------------- \| --------------------- \| --------------------- \| \| 1r \| Mathieu van der Poel \| Corendon-Circus \| 4h 35' 11" \| \| \| 2n \| Julian Alaphilippe \| Deceuninck-Quick Step \| + 0" \| \| \| 3r \| Tim Wellens \| Lotto-Soudal \| + 0" \| \| \| 4t \| Michael Matthews \| Team Sunweb \| + 0" \| \| \| 5è \| Bjorg Lambrecht \| Lotto-Soudal \| + 11" \| \| \| 6è \| Alberto Bettiol \| EF Education First \| + 12" \| \| \| 7è \| Enrico Gasparotto \| Dimension Data \| + 12" \| \| \| 8è \| Alexander Kamp \| Riwal Readynez \| + 12" \| \| \| 9è \| Pieter Serry \| Deceuninck-Quick Step \| + 12" \| \| \| 10è \| Maurits Lammertink \| Roompot-Charles \| + 12" \| \| |                      |                       |            |
| |                      |                       |            |
| Font: ProCyclingStats |                      |                       |            |
| Classificació general |                      |                       |            |
| Corredor | Corredor             | Equip                 | Temps      |
| 1r | Mathieu van der Poel | Corendon-Circus       | 4h 35' 11" |
| 2n | Julian Alaphilippe   | Deceuninck-Quick Step | + 0"       |
| 3r | Tim Wellens          | Lotto-Soudal          | + 0"       |
| 4t | Michael Matthews     | Team Sunweb           | + 0"       |
| 5è | Bjorg Lambrecht      | Lotto-Soudal          | + 11"      |
| 6è | Alberto Bettiol      | EF Education First    | + 12"      |
| 7è | Enrico Gasparotto    | Dimension Data        | + 12"      |
| 8è | Alexander Kamp       | Riwal Readynez        | + 12"      |
| 9è | Pieter Serry         | Deceuninck-Quick Step | + 12"      |
| 10è | Maurits Lammertink   | Roompot-Charles       | + 12"      |